# つちまるバス
土浦市コミュニティ交通「つちまるバス」（つちうらしコミュニティこうつう「つちまるバス」）は、茨城県土浦市南部を運行するコミュニティバス。関東鉄道土浦営業所が運行を担当する。運行区間は「JR荒川沖駅~霞ヶ浦医療センター」。2路線。

## 概要
土浦市では、まちづくりとの連携を図りながら、各公共交通が相互に補完し合うネットワークを再構築し、持続可能な公共交通網の形成を推進するため、2017年3月に「土浦市地域公共交通網形成計画」（以下「網形成計画」という。）を策定。網形成計画に位置付けられている「公共交通整備の必要性が高い路線の沿線地域」の中から、地域の状況等を把握するためアンケート調査を実施し、「中村南地区・西根南地区」を導入候補地区として選定した。
中村南・西根南地区において、地元意見交換会と連携しながらコミュニティ交通の運行を実施し、その効果や持続性確保のための検証を行い、他の公共交通不便地域についても、順次、地域住民の方々と協議を重ね、その地域に適したコミュニティ交通「つちまるバス」の運行を図る。利用状況を見ながら3年間を目標に実証実験を進める。

## 沿革
- 2021年（令和3年）10月20日 - 中村南・西根南地区経由、運行開始[1]。
- 2022年（令和4年）10月29日 - 右籾地区経由、運行開始[2]。

## 現行路線
霞ヶ浦医療センターでキララちゃん「Bコース」と接続する。中村南・西根南地区に18箇所、右籾地区等に16箇所停留所がある。

### 中村南・西根南地区経由
- 荒川沖駅西口 - 無添加住宅 - 三中地区公民館 - カスミ中村店 - ジョイフル本田 - 中村南一丁目公民館 - 中村南二丁目公民館 - 県南病院 - イオンモール土浦 - 霞ヶ浦医療センター

### 右籾地区経由
- 荒川沖駅東口 - 右籾三区公民館 - まりやま団地 - 右籾神社前 - 右籾坂上 - まりやま新町 - 県南病院 - イオンモール土浦 - 霞ヶ浦医療センター

※毎年11月上旬に開催される「土浦全国花火競技大会」開催日は全系統とも終日県南病院止まりとなる。

## 運行日
毎日（ただし、年始1月1日～3日は運休）

## 運賃
1乗車につき200円、小学生100円、未就学児は無料。障害者は半額。前払い、現金のみ。

## 運行車両
日産・キャラバン。定員8。